# Joe Strummer
Joe Strummer, eredeti nevén John Graham Mellor (Ankara, 1952. augusztus 21. – Somerset, 2002. december 22.) Grammy-díjas brit rock- és punkzenész, a The Clash egyik alapítója és frontembere volt.
Diplomatacsaládban született, gyerekkorában több országban is élt, majd Nagy-Britanniában bentlakásos iskolában tanult. Ezután művészeti iskolába járt, de nem végezte el. Első együttesét, a The 101ers-t Londonban alapította, amely elsősorban rockot és rockabillyt játszott kocsmákban. 1976-ban hallotta a Sex Pistolst, és elhatározta, hogy ő is punkot fog játszani.
Strummer új együttese, a The Clash világszerte ismert lett. A zenekar dalainak fő témája a politikai és társadalmi igazságtalanság, a kulturális apátia, az elnyomás és a militarizmus volt. A White Riot, a London's Burning és az I'm So Bored With the U.S.A. punk himnuszokká váltak az idők során. Joe Strummer a Clash feloszlása után filmzenéket írt és kisebb filmszerepeket vállalt, valamint játszott a Pougesban. Az 1990-es évek végén megalapította a The Mescalerost. 2002-ben váratlanul elhunyt.

## Családja
Joe Strummer Ankarában született egy brit diplomata, Ronald Ralph Mellor és felesége, a skót Anna Mackenzie nővér gyerekeként. Apai nagyszülei az indiai vasútépítésen dolgoztak, de 1922-ben egy autóbalesetben meghaltak. Egy bátyja volt, a nála másfél évvel idősebb David. A család sokat költözött, így Strummer 1952 és 1959 között Ankarában, Bonnban, Kairóban és Mexikóvárosban élt. Az 1956-os mexikói földrengés mély nyomokat hagyott benne. 1959-ben London egyik elővárosában, Surrey-ben telepedtek le. Bátyja, aki szélsőjobboldali eszméket vallott, 1970-ben gyógyszertúladagolással végzett magával a londoni Regents Parkban; holttestet öccse azonosította. Apja 1984-ben, anyja két évvel később halt meg.
Kétszer házasodott. Első felesége a dél-afrikai Pamela Moolman volt, akit azért vett el, hogy az megszerezze a brit állampolgárságot, és ennek fejében finanszírozza Fender Telecaster gitárjának megvásárlását. A zenész 14 éven át élt élettársi viszonyban Gaby Salterrel, akitől két lánya, Jazz és Lola született. Strummer 1995. május 30-án feleségül vette Lucinda Taitet.

## Ifjúsága
Strummer bentlakásos iskolába járt (City of London Freemen School), szüleivel évente csak egyszer találkozhatott. Elmondása szerint a szigorú iskolában jött rá, hogy az ember vagy hatalmi tényező lesz, vagy eltiporják. Ekkor fedezte fel magának a rock and rollt. Korai kedvencei a The Rolling Stones, Chuck Berry és Captain Beefheart voltak. Ebben az időben ismerkedett meg a későbbi 999 punkzenekar dobosával, Paul Buckkal.
Első gitárját 1968-ban kapta, de csak 1971-ben, Chuck Berry Sweet Little 16 című számának hatására kezdett komolyan gyakorolni. Művész keresztnevét Woodyra változtatta, tisztelgésül az amerikai folkikon, Woody Guthrie előtt. Első fellépése a Green Park-i metróállomáson volt, ahol ukulelén a Johnny Be Good című számot játszotta.
1970 szeptemberében megkezdte tanulmányait a londoni központi művészeti iskolában, mivel rajzoló akart lenni. Az iskolát nem fejezte be, elbocsátották, mert használt tamponokból készített egy kollázst. Ezután barátnője után Cardiffba ment, majd a newporti művészeti főiskolára járt. Newport igazi munkásváros volt, amely új tapasztalatokat hozott a londoni kertvárosból érkező Strummernek. Ott megismerkedett néhány zenésszel, és azzal a feltétellel, hogy beveszik frontembernek, kölcsönadta dobfelszerelését a zenekarnak. A The Vultures nevű zenekarral néhány koncertet adott, majd 1971 májusában, megunva sírásói állását, Londonba költözött.
1974-ben megalakította első zenekarát, a rockabillyt játszó The 101ers-t. Első koncertjüket 1974. szeptember 6-án adták. Ekkor változtatta színpadi nevét Joe Strummerre, vagyis húrcsapkodóra, mert nem tudott finoman játszani a gitáron. Első igazi szerzeménye egy szerelmesdal volt, a Keys to Your Heart. A 101ers a befutás küszöbén állt, amikor 1976 tavaszán a  Sex Pistols volt az előzenekara egy koncerten. Strummer később egy dokumentumfilmben azt mondta, hogy elég volt öt másodpercet meghallgatnia a Sex Pistols első számából, és rájött, „olyanok vagyunk, mint a tegnapi újság, nekünk végünk”. Hamarosan kilépett a zenekarból, hogy punkot játsszon.

## The Clash

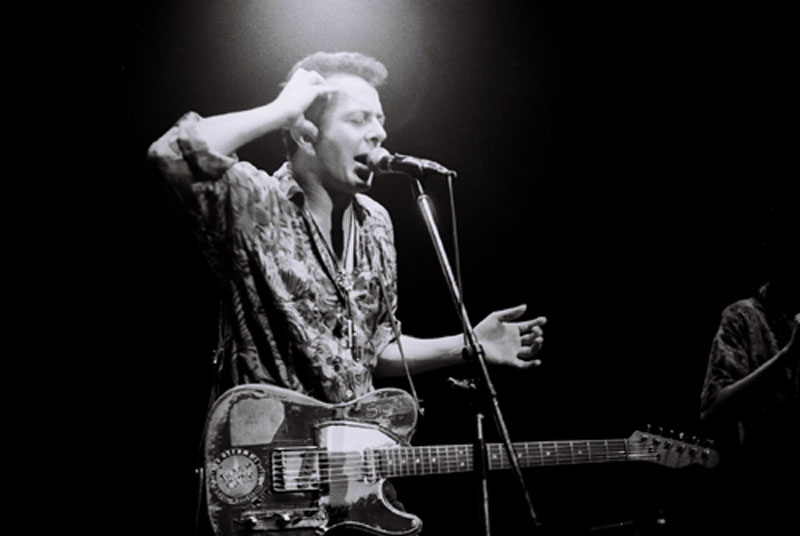
Strummer híres gitárjával

Strummer a punk felé fordult, és Bernie Rhodes menedzser összehozta a Clash-t, Strummerrel, Mick Jones-szal, Paul Simononnal és Terry Chimes dobossal. A dalokat a Strummer-Jones duó szerezte, együttműködésüket sokan a Lennon-McCartney és a Jagger-Richards pároséhoz hasonlították. Dalaik fő témája a politikai és társadalmi igazságtalanság, a kulturális apátia, az elnyomás és a militarizmus volt. A White Riot, a London's Burning és az I'm So Bored With the U.S.A. punk himnuszokká váltak az idők során.
A The Clash az 1970-es évek második felének egyik legmeghatározóbb zenekara lett. 1977 januárjában a CBS Records leszerződtette a zenekart, és megjelent első lemeze, a  The Clash, amelyet a Rolling Stone magazin „hiteles punklemeznek” nevezett, Mark P. pedig azt írta róla a Sniffin' Glue című fanzinban, hogy „az egész rohadt élet benne van”. Egy évvel később kiadták a Give 'Em Enough Rope, majd 1979-ben a London Calling nagylemezt. Utóbbit a Rolling Stone az 1980-as évek legjobb albumának választott.
Negyedik lemezük, az 1980-as Sandinista! túllépett a rock-punk hangzáson, és megjelent rajta a reggae, a rockabily és a rap is. A Washington Bullets című szám Strummer egyik legközvetlenebb politikai állásfoglalása a világban (Chilében, Nicaraguában, Kubában, Afganisztánban és Tibetben) akkor zajló politikai eseményekről. Az 1982-es Combat Rock után egyre több ellentét alakult ki a tagok között, és 1983-ban Strummer kirúgta Mick Jonest. A Clash utolsó lemeze az 1985-ös Cut the Crap lett, majd egy év múlva a zenekar, amelyről a mondás azt tartotta, hogy az „egyetlen együttes, amely számít”, hivatalosan is feloszlott.

## Új utakon
A szakítás után Strummer közreműködött a Sid Vicious és Nancy Spungen viharos szerelmét bemutató Sid és Nancy című film zenéjének elkészítésében, és megjelent több filmben is, így Alex Cox 1987-es filmjében a Walkerben, Jim Jarmusch Mystery Train című 1989-es alkotásában és a finn Aki Kaurismäki Bérgyilkost fogadtam című művében.
Folytatta a dalszerzést, többek között ő írta a Walker, a The Pogues tagjaival és Courtney Love-val készített Straight to Hell, valamint a John Cusack főszereplésével forgatott Otthon, véres otthon zenéjét. Egy időre belépett az ír The Pouges zenekarba, hogy egy amerikai turnén pótolja az alkoholproblémái miatt kieső Shane MacGowant.
Szólólemezét, az Earthquake Weathert 1989-ben adta ki, majd egy évtizedes hallgatás következett. Új zenekarával, a The Mescalerosszal az ezredforduló előtt tért vissza, és két lemezt jelentetett meg: Rock Art and the X-Ray Style (1999), A Global-A-Go-Go (2001). Bonóval együtt megírta a 46664 című, Nelson Mandela előtt tisztelgő számot.
Joe Strummer 2002. december 22-én váratlan szívrohamban elhunyt somerseti otthonában. Utolsó Mescaleros-lemezét, a Streetcore-t posztumusz adták ki. 2007 januárjában mutatták be a róla szóló Joe Strummer: A jövő nincs megírva (Joe Strummer: The Future Is Unwritten) című dokumentumfilmet.